# Parascorpaena mossambica
Parascorpaena mossambica és una espècie de peix pertanyent a la família dels escorpènids.

## Descripció
- Fa 10 cm de llargària màxima.
- Té glàndules verinoses.[3][4][5]

## Hàbitat
És un peix marí, associat als esculls de corall i de clima tropical que viu fins als 18 m de fondària.

## Distribució geogràfica
Es troba des de l'Àfrica oriental fins a les illes de la Societat, les illes Izu, Austràlia i la Micronèsia.

## Costums
S'amaga durant el dia i només s'aventura a sortir durant la nit.

## Observacions
És verinós per als humans.